# Chata na Rzekach
Chata na Rzekach (zwana również „Hawiarską”) – zlikwidowane prywatne schronisko turystyczne, położone na terenie przysiółka Rzeki w Gorcach, w dolinie potoku Kamienica. Obiekt znajdował się w drewnianym budynku dawnej leśniczówki, która w latach 1980–1996 pełniła funkcję pierwszej siedziby dyrekcji Gorczańskiego Parku Narodowego. 
Chata była czynna cały rok, co najmniej w l. 2006-2013, i posiadała łącznie 50 miejsc noclegowych w salach zbiorowych (18 i 32 miejsca), dostępną kuchnię oraz węzeł sanitarny. 

## Dane teleadresowe
Zasadne 29, 34-608 Kamienica k./Łącka

## Piesze szlaki turystyczne
Przełęcz Borek – dolina Kamienicy – Rzeki – Nowa Polanka – Gorc